# Хосе Алонсо Лара
Хосе Алонсо Лара (ісп. José Alonso Lara; нар. 7 березня 2000, Севілья) — іспанський футболіст, півзахисник клубу «Депортіво».

## Клубна кар'єра
Алонсо — вихованець клубу «Севілья». 28 жовтня 2016 року, будучи ще юнаком, він підписав свій перший професіональний контракт, погодившись на угоду до 2019 року. 3 грудня 2017 року, у віці лише 17 років, Лара дебютував у складі резервної команди, що носила назву «Севілья Атлетіко», в домашньому матчі Сегунди проти Луго (1:1).
19 травня 2018 року дебютував у складі першої команди, вийшовши на поле в кінцівці матчу Ла Ліги проти «Алавеса», замінивши Ноліто.
11 вересня 2020, був орендований галісійським «Депортіво».

## Міжнародна кар'єра
У 2017 році Алонсо в складі юнацької збірної Іспанії до 17 років виграв юнацький чемпіонат Європи у Хорватії. На турнірі він зіграв у матчах проти команд Туреччини, Італії, Хорватії, Франції, Німеччини та Англії. А потім з цією ж командою став фіналістом юнацького чемпіонату світу, що пройшов того ж року в Індії.
З командою до 18 років став переможцем Середземноморських ігор 2018 року, що проходили в іспанській Таррагоні.

## Титули і досягнення
- Чемпіон Європи (U-17): 2017
- Переможець Середземноморських ігор: 2018